# District de Khuzdar
Le district de Khuzdar (en ourdou : خُضدار) est une subdivision administrative du sud de la province du Baloutchistan au Pakistan. Créé en 1974, il est constitué autour de sa capitale Khuzdar, la troisième plus grande ville de la province.
Le district est principalement rural et peuplé de quelque 800 000 habitants en 2017. Surtout pauvre et vivant de l'agriculture malgré un climat aride, la population est en majorité constituée de tribus brahouis et baloutches.

## Histoire

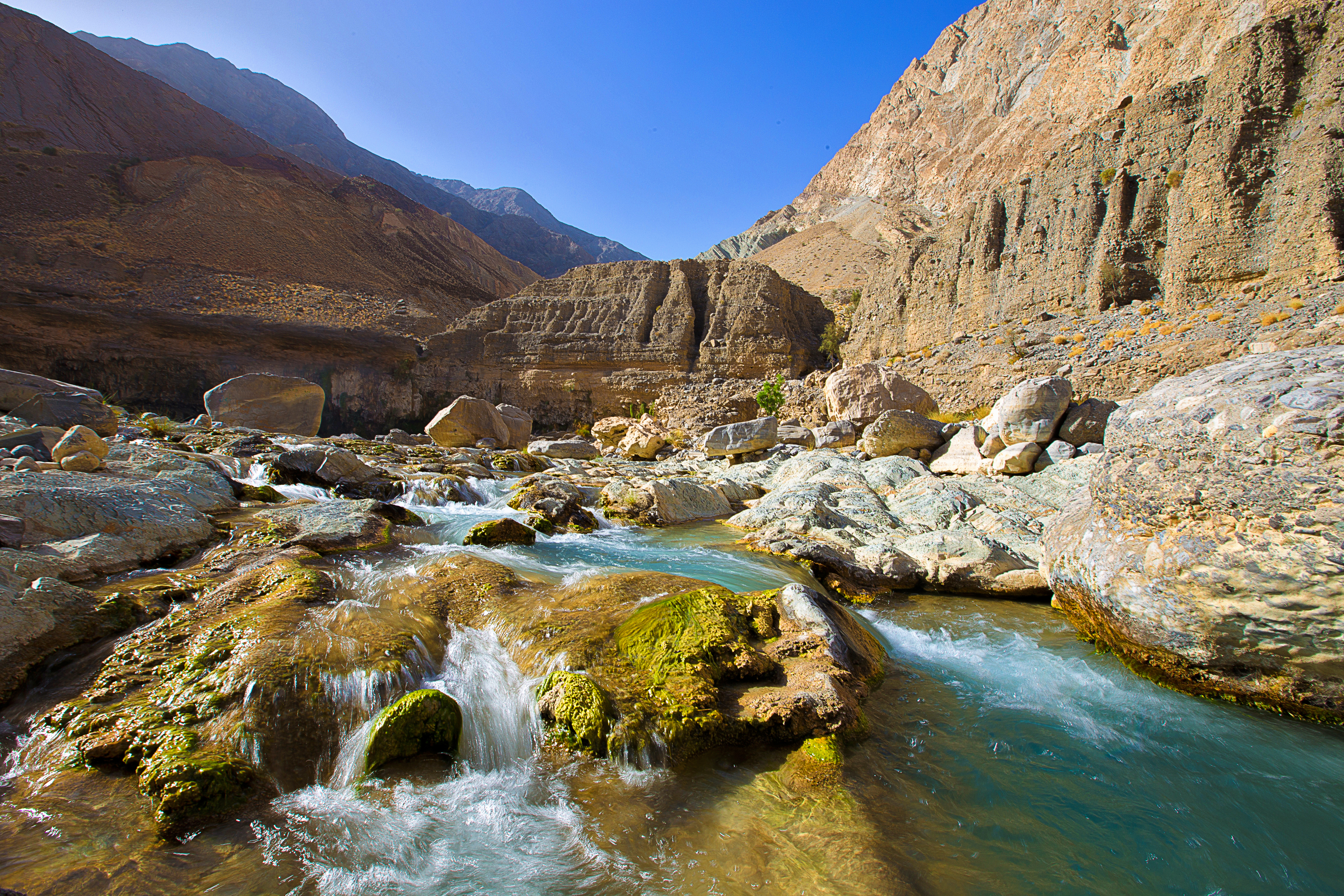
Ravin de Moola Chotok.

Le district est intégré à l'État princier de Kalat à partir du XVIIe siècle et jusqu'à sa dissolution le 14 octobre 1955, date à laquelle il rejoint la province pakistanaise du Baloutchistan. Il fait alors partie du district de Kalat, jusqu'à la transformation de celui-ci en division contenant plusieurs districts, dont celui de Khuzdar ainsi créé le 15 mars 1974.
Le 11 novembre 1992, Khuzdar est amputé d'une grande partie de sa superficie avec la création du district d'Awaran. 

## Démographie
Lors du recensement de 1998, la population du district a été évaluée à 417 466 personnes, dont environ 28 % d'urbains. Le taux d'alphabétisation était de 17 % environ, soit bien moins que la moyenne nationale de 44 %. Il se situait à 25 % pour les hommes et 8 % pour les femmes, soit un différentiel de 17 points, contre 25 pour la moyenne nationale.
En 2009, l'alphabétisation est estimée à 46 % par les autorités, dont 66 % pour les hommes et 21 % pour les femmes.
Le recensement suivant mené en 2017 pointe une population de 802 207 habitants, soit une croissance annuelle inférieure à 3,5 %, supérieure aux moyennes provinciales et nationales de 3,4 % et 2,4 % respectivement. Le taux d'urbanisation augmente un peu pour passer à 34 %.
Le district est principalement habité par des tribus brahouis et baloutches. Il y a aussi des minorités sindis et pachtounes. Le district compte quelques minorités religieuses, selon le recensement de 1998 : 1,6 % d'hindous, 0,8 % de chrétiens et quelques rares sikhs sont aussi présents.

## Administration

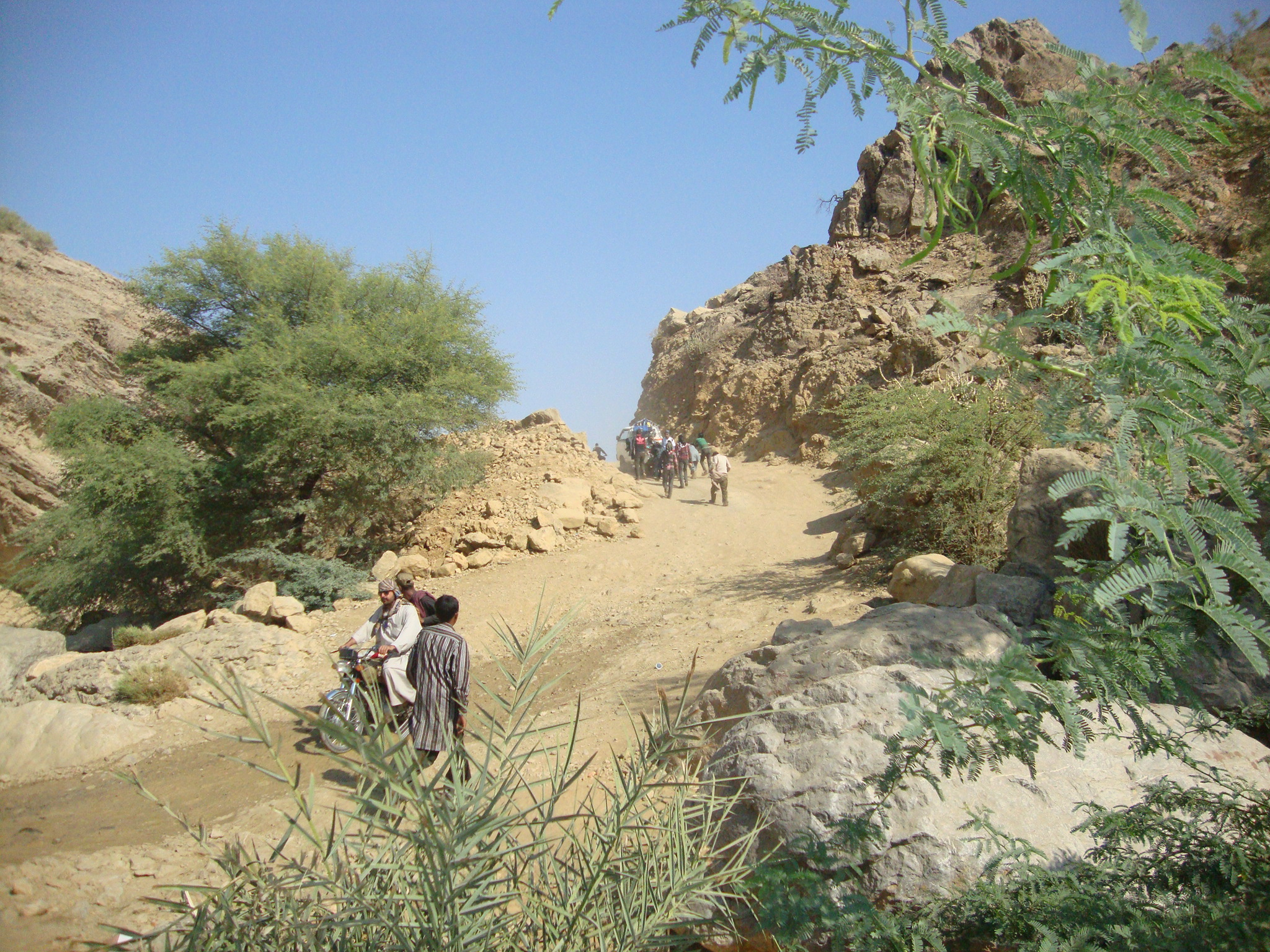
Paysage du tehsil de Wadh.

Le district est divisé en neuf tehsils ou sous-tehsils ainsi que 34 Union Councils.
| Tehsil  | Population (rec. 2017) |
| ------- | ---------------------- |
| Aranji  | 42 401                 |
| Karakh  | 31 057                 |
| Khuzdar | 300 355                |
| Moola   | 23 385                 |
| Nal     | 131 510                |
| Ornach  | 37 732                 |
| Saroona | 32 331                 |
| Wadh    | 101 307                |
| Zehri   | 102 129                |

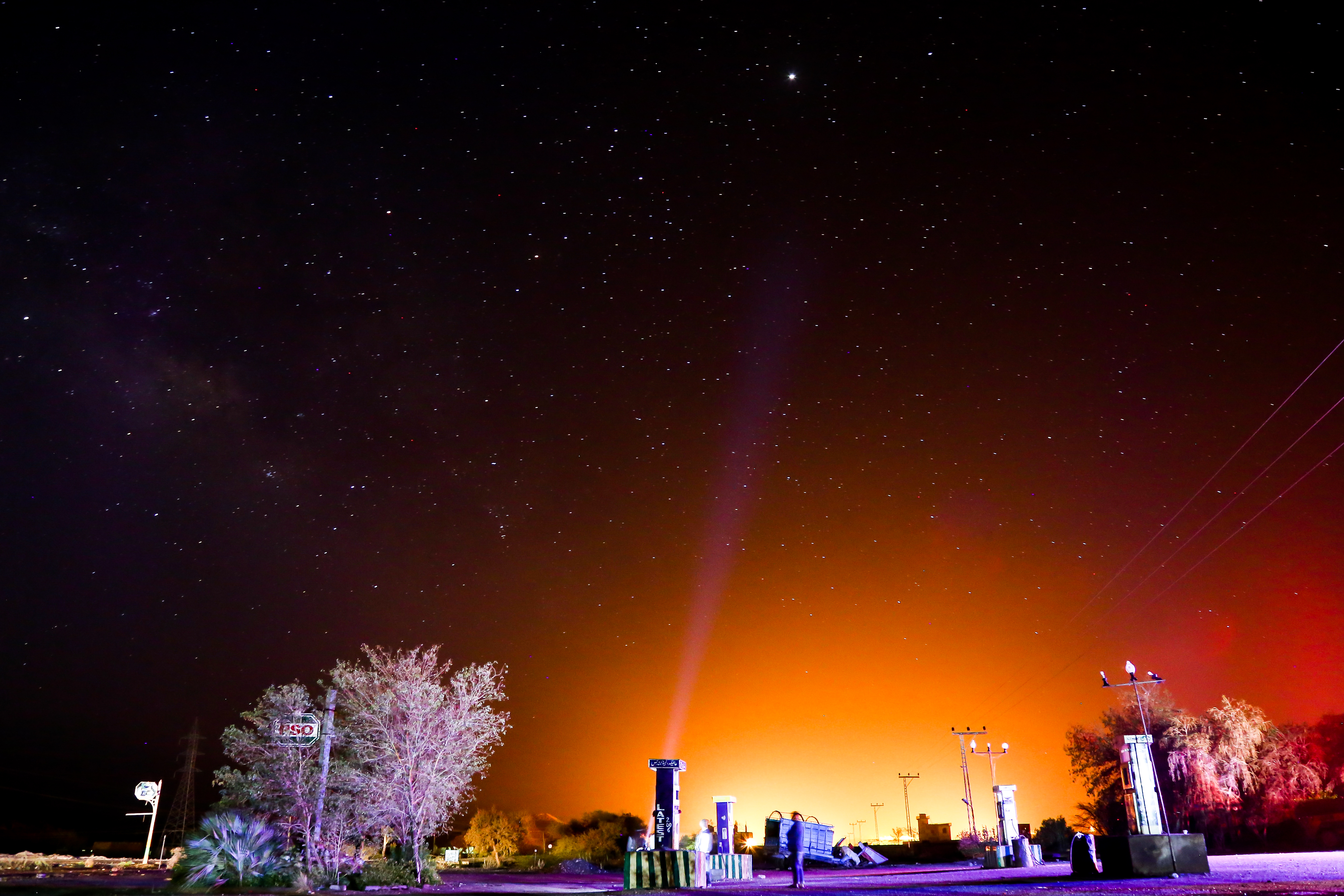
Nuit à Khuzdar.

Le district compte près de 280 000 urbains selon le recensement de 2017, dont la totalité est répartie dans les quatre plus grandes villes : la plus peuplée est de loin la capitale Khuzdar qui se trouve être la troisième plus importante de la province du Baloutchistan.
| Ville   | Population (rec. 2017) |
| ------- | ---------------------- |
| Khuzdar | 182 927                |
| Zehri   | 37 854                 |
| Nal     | 33 299                 |
| Wadh    | 23 056                 |

## Économie et éducation

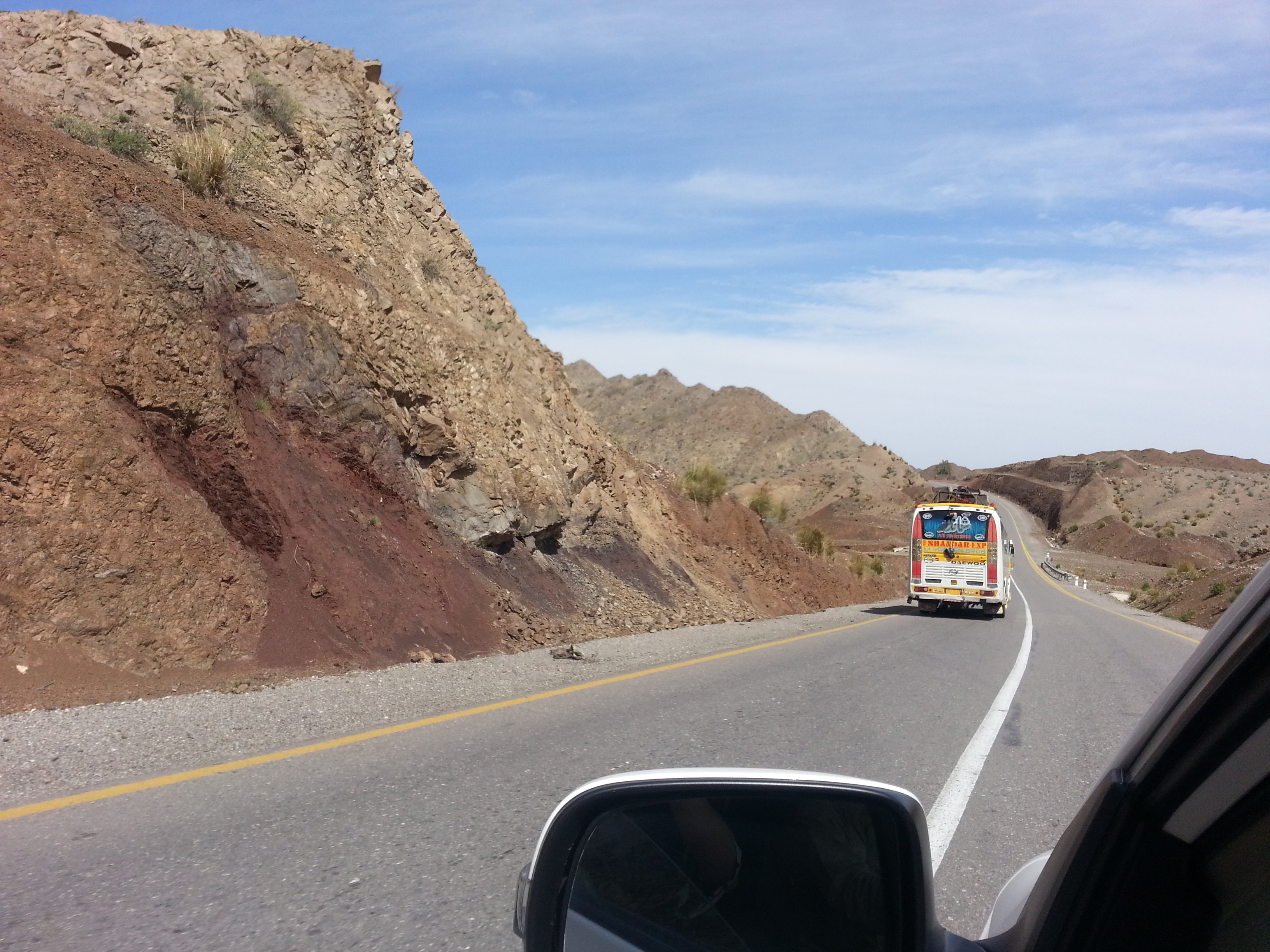
Route dans le tehsil de Khuzdar.

La population vit principalement sous un climat aride qui rend l'agriculture difficile. Près de 6 % de la superficie totale est cultivée, soit environ 1 800 kilomètres carrés, avec une production surtout orientée vers le blé, l'orge, le sorgo et le raisin. L'élevage de chèvres et de moutons est également une source importante de subsistance.
Les services publics sont peu développés dans le district, notamment les infrastructures scolaires qui sont manquantes. Seuls 36 % des enfants sont scolarisés dans le primaire en 2009, et ce taux chute à 10 % pour l'enseignement secondaire.

## Politique
De 2002 à 2018, le district est représenté par les trois circonscriptions no 33 à 35 à l'Assemblée provinciale du Baloutchistan. Lors des élections législatives de 2008, elles ont été remportées par un candidat du Parti national et deux indépendants, et durant les élections législatives de 2013, par un candidats du Parti national, un du Parti national baloutche et un de la Ligue musulmane du Pakistan (N). À l'Assemblée nationale, il est partiellement représenté par la circonscription no 269, qu'il partage avec le district de Gwadar. Lors des élections de 2008, elle a été remportée par un candidat indépendant, et durant les élections de 2013, par un candidat de la Jamiat Ulema-e-Islam (F).
Depuis le redécoupage électoral de 2018, le district est pleinement représenté par la circonscription nationale no 269 et les trois circonscriptions provinciales 38 à 40. Lors des élections législatives de 2018, elles ont été remportées par deux candidats du Parti national baloutche, un de la Ligue musulmane du Pakistan (N) et un du Muttahida Majlis-e-Amal, parmi lesquels Akhtar Mengal et Sanaullah Zehri,,,.
| Parti                                      | Voix    | %       |
| ------------------------------------------ | ------- | ------- |
| Parti national baloutche                   | 53 183  | 46,56 % |
| Parti baloutche Awami                      | 19 797  | 17,33 % |
| Parti national baloutche (Awami)           | 9 707   | 8,50 %  |
| Ligue musulmane du Pakistan (N)            | 4 615   | 4,04 %  |
| Parti national                             | 4 133   | 3,62 %  |
| Autres partis                              | 6 915   | 6,05 %  |
| Indépendants                               | 15 868  | 13,89 % |
| Total exprimés (participation : 54,32 %)   | 114 218 | 100 %   |
| Source : Commission électorale du Pakistan |         |         |